# Bukowo Morskie
Bukowo Morskie (deutsch See Buckow, auch Seebuckow oder Buckow) ist ein Dorf in Hinterpommern. Es gehört heute zur Landgemeinde Darłowo (Rügenwalde) im Powiat Sławieński (Schlawe) der polnischen Woiwodschaft Westpommern.

## Geographische Lage
Die Ortschaft  liegt  in Hinterpommern, 21 Kilometer westlich von Sławno (Schlawe) und acht Kilometer südwestlich von Darłowo (Rügenwalde).
Unmittelbar am Südostufer des  Buckower Sees (Jezioro Bukowo) auf einer Anhöhe bis zu 14 Meter über dem Meeresspiegel gelegen, grenzt das Dorf im Norden an Dąbki (Neuwasser) und Bobolin (Böbbelin), im Osten an Porzecze (Preetz) mit Pęciszewko (Petershagen) sowie Jeżyce (Altenhagen), im Süden an Boryszewo (Büssow) sowie Gleźnowo (Steinort), und im Westen an den See. Die nächste Bahnstation ist Wiekowo (Alt Wieck) an der Bahnstrecke Stargard Szczeciński–Gdańsk.
Mitten durch den Ort fließt der ehedem so genannte Mühlenbach, der bei Jeżyczki (Neuenhagen Abtei) von der Grabow (Grabowa) abzweigt und in einem nach Norden ausholenden Bogen den Buckower Wald umrundet. Die Nordgrenze bildet der Nowo Rów (Neuer Graben), der den Jezioro Bukowo ebenfalls mit der Grabowa verbindet.
Die flache Landschaft ermöglicht einen weiten Blick über den See und die Wiesenniederungen im Norden und Süden sowie auf das große zusammenhängende Waldgebiet im Osten mit den zu Bukowo Morskie gehörenden Ortschaften Leśnica (Fichtberg) und Bezmieście (Wilhelmsheide).

## Ortsname
Buckow ist ein besonders in Brandenburg und Pommern häufig vorkommender Ortsname, der im Wendischen so viel wie Buchenort bedeutet. Eine alte wendische Namensform ist Bucowe. Die Namensform "See Buckow" hat sich zur Unterscheidung des ebenfalls im Landkreis Schlawe i. Pom. gelegenen Dorfes Buckow bei Pollnow (Polanów) offiziell durchgesetzt.

## Geschichte

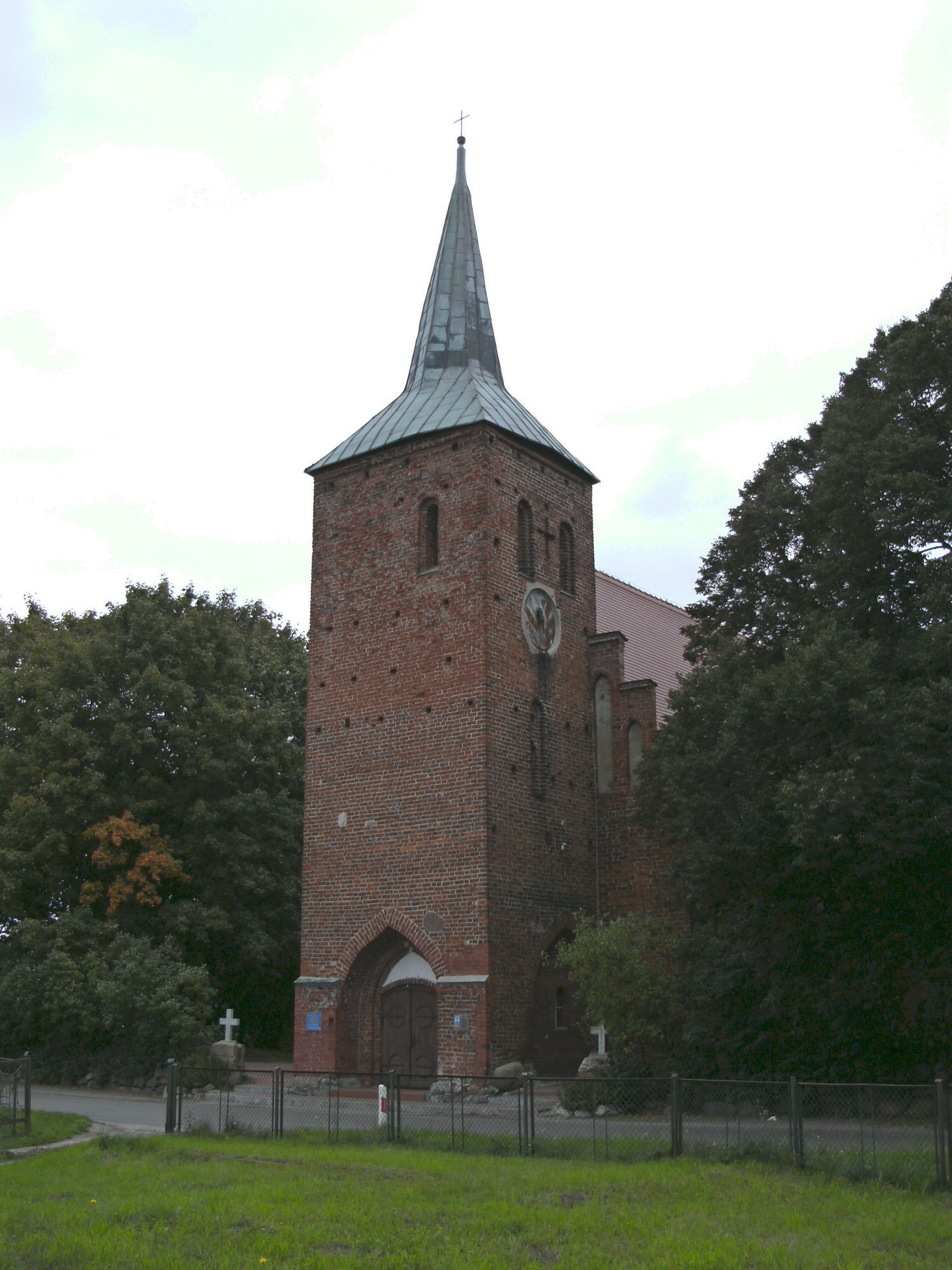
Dorfkirche von See Buckow

Herzog Swantopolk II. von Pomerellen schenkte im Jahre 1248 die „vasta solitudo“ („wüste Einöde“) am Buckower See dem Zisterzienserkloster in Dargun. Die Zisterzienser legten dann in Buckow ein Kloster an, das bereits 1253 bestand.
Um diese Zeit dürfte auch das Dorf gegründet sein, das ursprünglich in Form eines Angerdorfes um die Kirche und die Klosteranlage angelegt worden ist und sich im Laufe der Zeit weiter nach Osten ausgedehnt hat. Nach Einführung der Reformation in Pommern 1535 musste der letzte Abt des Klosters abdanken, und See Buckow wurde dem Verwaltungsgebiet Rügenwalder Amt zugeteilt.
Um 1780 hat das Dorf ein „ritterfreyes“ Vorwerk. Die Dorfgemeinde verfügte über  einen Prediger, einen Küster, drei Landkossäten (von denen einer zugleich Schulze und Krüger war), sechs Büdner, einen Müller und einen Fischer, bei insgesamt 18 Feuerstellen (Haushalten).
Im Jahr  1818 zählt die Gemeinde 338 Einwohner, deren Zahl 1867 auf 569 steigt, dann aber 1905 auf 458 absinkt, und 1919 noch 408 beträgt.
Gegen Ende des Zweiten Weltkriegs besetzten sowjetische Truppen See Buckow. Nach Kriegsende wurde der Ort von der sowjetischen Besatzungsmacht gemäß dem Potsdamer Abkommen
der Volksrepublik Polen zur Verwaltung unterstellt. Die einheimische Bevölkerung wurde in der Folgezeit von der kommunistischen polnischen Verwaltungsbehörde vertrieben. Für See Buckow wurde die polnische Ortsbezeichnung „Bukowo Morskie“ eingeführt.
Das Dorf ist heute Teil der Gmina Darłowo (Rügenwalde) im Powiat Sławieński (Kreis Schlawe). Heute leben in dem  Dorf etwa 400 Polen.

## Kirche

### Kirchspiel
Die Bevölkerung von See Buckow war vor 1945 fast ausnahmslos evangelischer Konfession. Das Dorf war der Pfarrsitz des nach ihm benannten Kirchspiels, zu dem die Orte Neuwasser (heute polnisch: Dąbki), Böbbelin (Bobolin), Büssow (Boryszewo), Steinort (Gleźnowo) und die Filialgemeinde Pirbstow (Przystawy) gehörten. Das Kirchspiel, das 1939 insgesamt 1485 Gemeindeglieder zählt, war in den Kirchenkreis Rügenwalde der Kirchenprovinz Pommern in der Kirche der Altpreußischen Union integriert. Die Kirchenbücher, die zum Teil noch bis 1657 zurückreichen, werden heute im Evangelischen Zentralarchiv in Berlin-Kreuzberg verwahrt.
Heute ist die Einwohnerschaft von Bukowo Morskie überwiegend altkatholischer Konfession (die Kirche in Bukowo gehört zu der Polnischen Katholischen Kirche). Die evangelischen Bewohner gehören nun zur Parochie Koszalin (Köslin) in der Diözese Pommern-Großpolen der polnischen Evangelisch-Augsburgischen Kirche.

### Kirche
Die Dorfkirche von See Buckow dürfte in ihrer Entstehung in das 14. Jahrhundert zurückgehen, wobei der Turm noch älter zu sein scheint. Die Zisterziensermönche des Buckower Klosters haben sie errichtet. Während von der Anlage des Klosters nichts mehr erhalten ist, steht die Kirche heute wie vor Jahrhunderten mitten im Dorf und gilt in der Region als „besonders sehenswertes“ Gotteshaus.
Es handelt sich um eine dreischiffige Hallenkirche mit Westturm und polygonalem, über das Mittelschiff hinausreichendem Ostchor. Die Ausstattung ist zum Teil von hohem Wert, wobei der Abtstuhl aus dem Jahre 1474 wohl das wertvollste Stück ist.

### Pfarrer 1535–1945
1. Johannes Fibrantz, 1535–1555
2. Joachim Dölling, 1555–1608
3. Laurentius Kaufmann, 1608–1628
4. Matthäus Göphard, 1629–1633
5. Markus Vanselow, 1634–1655
6. Matthias Henning Große, 1656–1706
7. Egidius Magnus Waldow, 1706–1724
8. Otto Flesche, 1725–1735
9. Joachim Christoph Levin, 1735–1748
10. Johann Georg Schröner, 1748–1781
11. Christian Leopold Laeuen, 1781–1811
12. Daniel Heinrich Anton, 1811–1852
13. August Friedrich Ferdinand Gossow, 1852–1855
14. Karl Friedrich August Burckhardt, 1856–1864
15. Ernst Ludwig Ferdinand Dreist, 1864–1883
16. Hugo Wilhelm Julius Lüdecke, 1885–1899
17. Ernst Bruno Max Reck, 1900–1909
18. Theodor Wilhelm Conrad Boettner, 1909–1913
19. Waldemar Knieß, 1913–1945

## Schule
Bereits um 1780 bestand in See Buckow eine Schule, an der ein Küster unterrichtete. Mitte des 19. Jahrhunderts war hier Karl Friedrich Rathke tätig, der ob seines Fleißes im Einsatz für das Dorf und besonders die Musik den Titel „Kantor“ erhielt.
Das zuletzt bestehende Schulgebäude wurde 1900 erbaut. Die Schule wurde als einklassige Volksschule geführt, in der vor 1945 40 Kinder aus der Gemeinde unterrichtet wurden. Auch unter polnischer Verwaltung wurden hier noch von 1946 bis 1949 deutsche Kinder unterrichtet.

## Verkehr
Die Ortschaft ist  an die Landstraße 203 angeschlossen, die von Koszalin (Köslin) über Darłowo (Rügenwalde) nach Ustka (Stolpmünde) führt.